# Husky Heights
Husky Heights är en kulle i Antarktis. Den ligger i Östantarktis. Nya Zeeland gör anspråk på området. Toppen på Husky Heights är 3 353 meter över havet.
Terrängen runt Husky Heights är kuperad åt sydväst, men åt nordost är den bergig.  Trakten är obefolkad. Det finns inga samhällen i närheten.